# Linhas da umbanda

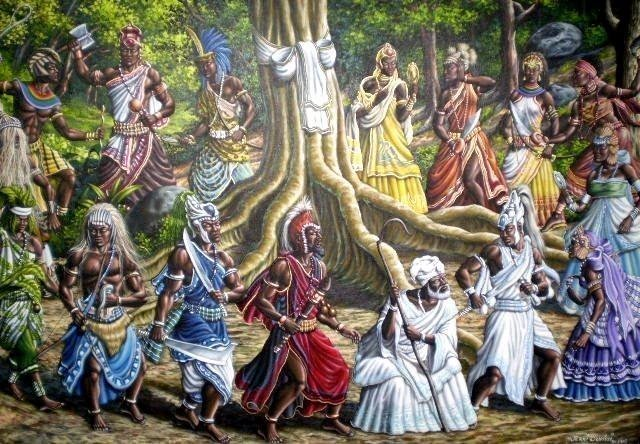
Arte representando as entidades das Linhas de Umbanda

As Linhas da Umbanda, Sete Linhas de Umbanda, ou ainda Linhas de Orixá da Umbanda, são sete diferentes tipos de irradiação dos Orixás. Os Orixás representam forças da natureza e suas manifestações, agindo como intermediários entre a humanidade e o Ser Superior criador do universo (chamado Olódùmarè / Olorun / Olofi). Dessa forma, os Orixás se dividem em sete linhas de acordo com um padrão vibratório arquetípico, que estimula e dá sustentação aos seres viventes no Ayé, o mundo físico (Terra).
As (Sete) Linhas de Umbanda não devem ser confundidas, deste modo, com as Linhas de Trabalho, que referem-se a características afins de diversas entidades para além de somente Orixás, que se apresentam em um corpo fluídico com determinadas características, também numa espécie de arquétipo.

## História
Em 1925 (dezessete anos após o surgimento da Umbanda enquanto religião organizada, na tradição de Zélio), Leal de Souza apresentou pela primeira vez a codificação das Sete Linhas. Outras variações das sete linhas foram apresentadas posteriormente, ao longo da história da religião, conforme novas escolas foram surgindo, mas sempre mantendo-se o número de Sete.